# Мастерская художника на улице Фюрстенберг
«Мастерская художника на улице Фюрстенберг» (фр. L’atelier de la rue de Furstenberg) — картина в стиле раннего импрессионизма французского художника Жана-Фредерика Базиля, на которой изображена мастерская художника на улице Фюрстенберг в Париже. Полотно написано в 1865—1866 году и представляет собой живопись маслом на холсте размером 81,2×65 см. В настоящее время хранится в Музее Фабра в Монпелье.

## История
В декабре 1864 года Базиль переехал в новую мастерскую в доме №6 на улице Фюрстенберг в VI-м округе Парижа, которую он снимал вместе с Клодом Моне до января 1866 года. Ограниченный в средствах, живописец приобрёл для мастерской кровать, шкаф, четыре стула и кресло. Последнее, с зелёной обивкой, можно видеть на «Портрете Эдуара Бло», который был написан им между 1866 и 1869 годами. Вид ателье на улице Фюрстенберг художник написал в 1865—1866 году.

## Описание
На полотне изображена пустая художественная студия с редкой мебелью и картинами на стенах.

## Провенанс
В 1985 году картина была приобретена городом Монпелье для музея Фабра при поддержке FRAM Лангедок-Руссильон и любезности семьи Маршан-Линхардт.